# Юдикат

Юдикаты средневековой Сардинии

Юдикаты — наследственные феодальные владения, на которые остров Сардиния делился с X века до завоевания Арагоном в начале XV века. По византийской традиции, унаследованной от Африканского экзархата, верховный правитель именовался юдексом (iudex), что переводится как «судья». На заре существования юдикатов их правители были выборными. Всего существовало 4 юдиката:
- Юдикат Кальяри — в 1258 году отошёл к Пизанской республике;
- Юдикат Галлура — в 1288 году отошёл к Пизанской республике;
- Юдикат Логудоро (Порто-Торрес) — с 1259 года владение генуэзцев во главе с Дориа.
- Юдикат Арборея — просуществовал дольше других, до 1410 года.

После перехода пизанских владений к Арагону местные правители спорили за владение Сардинией с Генуэзской республикой. В то же время в Арборее набирало силу национальное движение. Мариан IV, арборейский юдекс в 1347—1376 годах, и его дочь Элеонора были близки к тому, чтобы объединить под своим скипетром весь остров, но в 1409 году арборейцы были сломлены поражением под Санлури и покорились Арагону.